# Liste der Nationalstraßen in Luxemburg
Die luxemburgischen Nationalstraßen werden nach keinem klaren System nummeriert. Die wichtigsten Nationalstraßen beginnen in der und verbinden diese mit anderen Städten im Land (bspw. N1 – N7). Die Hauptstrecken sind nummeriert bis zur N35. Von diesen Hauptstrecken existieren 72 Stück. Ergänzt werden diese von 8 Strecken in der Stadt Luxemburg, welche Nummern über 50 tragen. Zusätzlich zu den Nummern werden kleinere Verbindungsstraßen, die auch als Nationalstraßen klassifiziert sind, mit einem Buchstaben ergänzt (z. B. N7A). Die Nummerntafeln sind rot mit weißer Schrift.

## Strecken

### Hauptstrecken
Es existieren folgende Straßen, die als Nationalstraße gewidmet sind:
| Nummer | Seitenast | Länge in km | Kantone                                 | Verlauf |
| N1     |           | 27,0        | LuxemburgGrevenmacher                   | N 53 Luxemburg ↔ Niederanven ↔ Grevenmacher ↔ Wasserbillig |
| N1     | N1A       |             | LuxemburgGrevenmacher                   | N 1 Luxemburg ↔ Findel N 1 |
| N1     | 1B        |             | LuxemburgGrevenmacher                   | N 1 Luxemburg↔Clausen ↔ N 1A |
| N1     | 1c        |             | LuxemburgGrevenmacher                   | N 1 Luxemburg↔Neudorf ↔ Luxemburg↔Kalchesbruck N 1A |
| N1     | 1D        |             | LuxemburgGrevenmacher                   | A 1 Mertert ↔ N 1 (Autobahnzubringer) |
| N2     |           | 22,1        | LuxemburgRemich                         | N 3 Luxemburg ↔ Sandweiler ↔ Trintange ↔ Remich (↔ B 406 nach Mettlach)                                                                                             |
|        | N2A       |             | LuxemburgRemich                         | N2 ↔ N 1A (bei Flughafen Luxemburg) |
| N3     |           | 13,0        | LuxemburgRemich                         | N 2 Luxemburg ↔ Frisingen (↔ N 53 nach Thionville) |
| N3     | N3A       |             | LuxemburgRemich                         | N 3 Luxemburg Place de Metz |
| N4     |           |             | Esch/Alzette                            | N 2 Luxemburg ↔ Hollerich ↔ Gasperich ↔ Leudelingen ↔ A 4 ↔ Esch-sur-Alzette (↔ D 16 nach Aumetz)                                                                   |
| N4     | N4C       | 17,5        | Esch/Alzette                            | N 2 ↔ Esch-sur-Alzette ↔ N 31 |
| N4     | N4D       |             | Esch/Alzette                            | A 13 ↔ Esch-sur-Alzette |
| N5     |           | 24,6        | LuxemburgEsch/Alzette                   | N 7 Luxemburg ↔ Dippach ↔ Pétange ↔ Rodange (↔ D 918BIS nach Longwy)                                                                                                |
| N5     | N5A       |             | LuxemburgEsch/Alzette                   | |
| N5     | N5B       |             | LuxemburgEsch/Alzette                   | |
| N5     | N5C       |             | LuxemburgEsch/Alzette                   | |
| N5     | N5D       |             | LuxemburgEsch/Alzette                   | |
| N5     | N5E       |             | LuxemburgEsch/Alzette                   | |
| N5     | N5F       |             | LuxemburgEsch/Alzette                   | |
| N6     |           | 17,7        | LuxemburgRedingen                       | N 7 Luxemburg ↔ Strassen ↔ Steinfort (↔ N 4 nach Arlon) |
| N7     |           | 71,0        | LuxemburgMerschDiekirchClervaux         | N 4 Luxemburg ↔ Mersch ↔ Ettelbruck ↔ Diekirch ↔ Marnach ↔ Schmiede (↔ N 68 nach Spa)                                                                               |
| N7     | N7A       |             | LuxemburgMerschDiekirchClervaux         | |
| N7     | N7B       |             | LuxemburgMerschDiekirchClervaux         | |
| N7     | N7C       |             | LuxemburgMerschDiekirchClervaux         | |
| N8     |           | 19,8        |                                         | (N 844 von Arlon ↔) Saeul ↔ Mersch N 7 |
| N10    |           |             | RemichGrevenmacherDiekirch              | Route des Trois Rivières (↔ B 406 von Saarburg) Schengen ↔ Remich ↔ Wormeldange ↔ Grevenmacher ↔ Mertert ↔ Wasserbillig ↔ Echternach ↔ Reisdorf ↔ Vianden ↔ Marnach |
| N10    | N10A      |             | RemichGrevenmacherDiekirch              | Grevenmacher (↔ B 419) |
| N10    | N10B      |             | RemichGrevenmacherDiekirch              | |
| N10    | 10 ?      |             | RemichGrevenmacherDiekirch              | |
| N10    | 10 ?      |             | RemichGrevenmacherDiekirch              | |
| N11    |           | 31,58       | LuxemburgGrevenmacherEchternach         | N 7 Luxemburg ↔ Echternach ↔ Echternacherbrück |
| N11    | N11A      |             | LuxemburgGrevenmacherEchternach         | N 10 |
| N11    | N11B      |             | LuxemburgGrevenmacherEchternach         | N 10 ↔ N 11A |
| N11    | N11D      |             | LuxemburgGrevenmacherEchternach         | |
| N12    |           | 87,0        | LuxemburgCapellenRedingenWiltz Clervaux | |
| N13    |           | 40,4        | CapellenEsch/AlzetteRemich              | Wandhaff ↔ Dahlem ↔ Bettembourg ↔ Frisange ↔ Aspelt ↔ Bous |
| N13    | N13A      |             | CapellenEsch/AlzetteRemich              | |
| N14    |           | 32,0        | GrevenmacherEchternachMerschDiekirch    | |
| N14    | N14A      |             | GrevenmacherEchternachMerschDiekirch    | |
| N15    |           | 30,0        | DiekirchWiltz                           | Ettelbrück ↔ Wiltz ↔Winseler-Donkels |
| N15    | N15A      |             | DiekirchWiltz                           | |
| N15    | 15B       |             | DiekirchWiltz                           | |
| N16    |           | 13,1        | Esch/AlzetteRemich                      | N 13 Aspelt ↔ Mondorf-les-Bains ↔ Remich N 2 |
| N16    | N16A      |             | Esch/AlzetteRemich                      | Aspelt ↔ Mondorf-les-Bains ↔ Remich |
| N17    |           | 13,0        | DiekirchVianden                         | Diekirch ↔ Vianden |
|        | N17A      | 0,2         | DiekirchVianden                         | Diekirch |
|        | 17B       | 2,5         | DiekirchVianden                         | Furen↔Bettel |
| N18    |           | 13,7        | Clervaux                                | Marnach ↔ Antoniushof |
| N18    | N18A      |             |                                         | |
| N19    |           | 6,3         |                                         | Bliesbrück ↔ Echternach↔Reisdorf |
| N19    | N19A      |             |                                         | |
| N20    |           | 2,2         | Clervaux                                | Wintger ↔ Allerborn |
| N21    |           | 6,8         |                                         | Niederfeulen ↔ Grosbous |
| N22    |           | 27,2        | RedingenMersch                          | Useldingen ↔ Colmar-Berg |
| N22    | N22A      | 0,4         | RedingenMersch                          | Abzweig nach Preizerdaul |
| N22    | 22B       | 0,6         | RedingenMersch                          | |
| N23    |           | 19,1        | Redingen                                | Redingen ↔ Martelange |
| N24    |           | 11,9        | Redingen                                | Oberpallen ↔ Useldingen |
| N25    |           |             |                                         | |
| N26    |           |             |                                         | |
| N26A   |           |             |                                         | |
| 26B    |           |             |                                         | |
| N27    |           | 46,5        | DiekirchWiltzViandenClervaux            | Erpeldingen ↔ Riesenhof |
| N27    | N27A      | 3,2         | DiekirchWiltzViandenClervaux            | Erpeldingen ↔ Homichtbach |
| N27    | 27B       | 0,7         | DiekirchWiltzViandenClervaux            | Esch/Sauer |
| N27    | 27C       | 0,7         | DiekirchWiltzViandenClervaux            | Esch/Sauer |
| N28    |           | 10,7        | Luxemburg                               | Sandweilder ↔ Bous |
| N31    |           | 30,5        | Esch/Alzette                            | Petingen ↔ Esch-sur-Alzette ↔ Kayl ↔ Dudelange ↔ Bettembourg |
| N31    | N31A      |             | Esch/Alzette                            | |
| N32    |           |             | Esch/Alzette                            | Sanem ↔ A 13 ↔ Soleuvre |
| N33    |           |             | Esch/Alzette                            | Kayl ↔ Rumelange ↔ Tétange ↔ N 31 |
| N34    |           | 3,3         | Luxemburg                               | Strassen (N 6) ↔ Bertrange ↔ Merl (N 5) |
| N35    |           | 2,2         | LuxemburgEsch/Alzette                   | Bartringen ↔ Leudelange |
| N35    |           |             | Esch/Alzette                            | A 13 ↔ Esch-sur-Alzette |
| N90    |           | 3,7         | Clervaux                                | Transversale de Clervaux (Clervaux ↔ Marnach) |

### Straßen auf dem Stadtgebiet der Hauptstadt
Es existieren folgende Nationalstraßen, die nur innerhalb des Territoriums der Stadt Luxemburg (Kanton Luxemburg) verlaufen:
| Nummer | Seitenast | Länge in km | Verlauf                       |
| N50    |           | 1,6         | Oberstadt ↔ Gare              |
| N51    |           | 5,8         | A 1 Luxemburg ↔ N 4 Luxemburg |
| N52    |           | 1,5         | Oberstadt ↔ Eich              |
| N53    |           |             | Oberstadt ↔ Pfaffental        |
| N54    |           | 2,4         | Pfaffental ↔ Gare             |
| N55    |           | 2,1         | Rollingergrund ↔ Belair       |
| N56    |           | 2,0         | Gare ↔ Merl                   |
| N56    | N56A      | 0,65        | Merl                          |
| N56    | 56B       | 0,04        | Merl                          |
| N56    | 56C       | 0,06        | Wende-Zubringer Merl          |
| N56    | 56D       | 0,1         | Wende-Zubringer Merl          |
| N57    |           | 0,6         | Tunnel Rènè Konen             |